# Verkleidungskünstler
Verkleidungskünstler (Originaltitel: Canary Row) ist ein US-amerikanischer Kurzfilm aus dem Jahr 1950. Regie führte Friz Freleng, die Geschichte stammt von Tedd Pierce. Es ist ein Film der Looney Tunes, der sich um Sylvester und Tweety dreht.

## Handlung
Sylvester sucht von einem Hochhaus aus mit einem Fernglas nach einem Opfer. Dabei findet er Tweety, der in einem Nachbarhaus in seinem Käfig sitzt und ihn ebenfalls mit einem Fernglas beobachtet. Er stürmt in dieses Haus, aus dem er aber sofort wieder herausgeworfen wird – Katzen sind dort nicht gestattet. Also klettert er am Abflussrohr zu Tweety, wird aber von Granny aus dem Fenster geprügelt. Danach kriecht er durch das Abflussrohr nach oben, aber Tweety wirft eine Bowlingkugel in das Rohr. Als Nächstes verkleidet Sylvester sich als Affe und dringt so in die Wohnung ein, wird aber erkannt und erneut hinausgeworfen. Als er hört, dass Granny ihre Sachen aus dem Haus getragen haben möchte, tritt er als Träger auf und macht sich mit dem abgedeckten Käfig aus dem Staub. Als er den Käfig öffnet, sitzt Granny darin und schlägt ihn ein weiteres Mal in die Flucht. Danach lässt er sich mit einer Wippe und einem Gewicht nach oben schleudern und erwischt Tweety auf diese Weise. Er landet aber wieder auf der Wippe und schleudert dabei das Gewicht hoch, das ihm dann auf den Kopf fällt. Als Nächstes will er sich an einem Seil von seinem Ausgangspunkt in die Wohnung schwingen, landet aber an der Wand neben dem Fenster. Schließlich versucht er, auf der Hochleitung der Straßenbahnlinie hinüberzulaufen. Tweety und Granny steuern eine Straßenbahn herbei und setzen ihn damit mehrfach unter Strom.

## Produktion
Verkleidungskünstler ist der sechste Kurzfilm mit Tweety und Silvester (nach Sylvester zieht den Kürzeren, I Taw a Putty Tat, Böse olle Miezekatze, Home Tweet Home und Alles einsteigen, bitte) und der erste davon mit Granny.
Tweety singt in dem Film die Lieder Tweety Bird im Vorspann und When Irish Eyes Are Smiling (geschrieben von Ernest Ball, Text von Chauncey Olcott und George Graff) kurz danach.
Verkleidungskünstler hatte seine Uraufführung am 7. Oktober 1950 in den USA. Der Film wurde auch in Deutschland veröffentlicht. Er wurde von Warner Bros. produziert und vertrieben.

## Rezeption

### Auszeichnung
Für die Oscarverleihung 1950 wurde Verkleidungskünstler in der Kategorie Bester animierter Kurzfilm nominiert. Produzent Edward Selzer zog den Film aber zurück, sodass dieser offiziell nicht als nominiert gilt. Trotzdem gewann Edward Selzer den Oscar in dieser Kategorie mit dem Film Dicke Luft, der ebenfalls zu den Looney Tunes gehört.

### Nachwirkung
Verkleidungskünstler wurde ab 1982 in der Psycholinguistik eingesetzt. David McNeill und Elena Levy verwendeten den Film für Untersuchungen über Gesten, die Probanden beim Erzählen von Sachverhalten einsetzen. Dazu wollten sie den Probanden einen kurzen, episodenhaften und leicht verständlichen Film, der zudem auch für Kinder geeignet ist, zeigen. Zudem sollte viel Bewegung und wenig Sprache in dem Film vorkommen. Die Probanden sollten dann einer weiteren Person eine der Episoden erzählen. Damit lieferten sie nicht nur eine Vorlage zum Erzählen, sondern erhielten zudem eine Referenz, auf die sie ihre Deutungsversuche beziehen konnten. Verkleidungskünstler war der Film, den sie am häufigsten zu diesem Zweck verwendeten. Dieser Ansatz wurde, ebenfalls unter Verwendung von Verkleidungskünstler, von mehreren Forschern übernommen und auf andere Bereiche ausgedehnt, zum Beispiel auf Untersuchungen zur kindlichen Entwicklung, zu Gebärdensprachen oder über Autismus.